# Ernst Oscar Albrecht
Ernst Oscar Albrecht (* 21. September 1895 in Ronneburg; † 25. Juni 1953 in Berlin) war ein deutscher Maler.

## Leben und Werk
Albrecht studierte in Weimar und bei Emil Orlik an der Unterrichtsanstalt des Berliner Kunstgewerbemuseums. Zu seinen Mitschülern gehörten dort u. a. Georg Grosz und Karl Hubbuch. Danach ließ er sich in Berlin als freier Maler nieder. Nachdem er zunächst expressionistisch gearbeitet hatte, trat er in den zwanziger Jahren mit geometrisch abstrahierenden Kompositionen hervor. Er gehörte zum Berliner „Sturm“-Kreis um Herwarth Walden, in dessen Galerie er auch ausstellte. Er war neben Oskar Nerlinger eines der führenden Mitglieder der Gruppe „Die Abstrakten“, die sich ab 1931 „Die Zeitgemäßen“ nannte und sich 1932 der Assoziation revolutionärer bildender Künstler (ASSO) anschloss. Albrecht vertrat „einen „politischen Konstruktivismus“, der sich den Erfordernissen der Zeit stellen und unmittelbar zur Gestaltung und Neugestaltung der Lebenswelt beitragen sollte.“
Das Berliner Adressbuch weist Albrecht 1933 mit der Adresse Steglitz, Ganghoferstrasse 2, noch als Kunstmaler aus. Dann erhielt er von den Nazis 1933 Ausstellungsverbot. 1937 wurden in der Aktion „Entartete Kunst“ aus dem Stadtmuseum Ulm zwei Werke Albrechts beschlagnahmt.
In der DDR wurde Albrecht Mitglied des Verbands Bildender Künstler und schuf er auch Auftragswerke.
Albrecht war verheiratet mit der Malerin Anne Reibstein-Albrecht.

## Werke (Auswahl)

### 1937 in der Aktion „Entartete Kunst“ aus dem Stadtmuseum Ulm beschlagnahmte Werke
- Bildnis eines Mädchens – Irmgard Blauel (1925, Lithografie, 40 × 50 cm; Verbleib ungeklärt)

- Sturm-Rhythmus – Sturmphantasie (Öl, 73,5 × 78 cm; zerstört)

### Weitere Werke (Auswahl)
- Schwarzer Dreimaster (1924, Öl, 81,6 × 75,5 cm; ausgestellt 1926 auf der Großen Berliner Kunstausstellung; 2008 von Christie’s für 17 500 Pfund versteigert)[4][5]

- o.T. (Linolschnitt; publiziert in „Der Sturm“, 16. 1925, S. 71)[6]

- Porträt Raul Hausmann (1926/1927, Öl;  Berlinische Galerie)[7]

- Staatsanwalt (1930, Öl; ausgestellt 1930 auf der Großen Berliner Kunstausstellung)

- Bildnis einer jungen Frau (1952, Öl)[8][9]
- Die Dichterin Anna Seghers (1952, Öl)[10][9]

- Josef Stalin im Vaterländischen Krieg (1952, Öl; Deutsches Historisches Museum Berlin)[11]

- Lenin (1952, Öl; Deutsches Historisches Museum)[11]

## Ausstellungen
- 1923: Berlin, Galerie „Der Sturm“ (Einzelausstellung mit Anne Reibstein-Albrecht)[12]
- 1927 und 1930: Berlin, Große Berliner Kunstausstellung
- 1946: Berlin, Zeughaus Unter den Linden („I. Deutsche Kunstausstellung der Deutschen Zentralverwaltung für Volksbildung in der Sowjetischen Besatzungszone“)
- 1947: Berlin, Berliner Stadtkontor („150 Jahre soziale Strömungen in der Bildenden Kunst“)
- 1949: Berlin, Berliner Stadtkontor („Mensch und Arbeit“)
- 1951/1952: Berlin, Museumsbau am Kupfergraben („Künstler schaffen für den Frieden“)
- 1952: Bautzen, Görlitz und Zittau (Wanderausstellung „Berliner Künstler“)

### Postum
- 1976: Leipzig, Galerie am Sachsenplatz

- 1977: Berlin, Otto-Nagel-Haus („Künstler der ersten deutschen Kunstausstellung in Moskau, Saratow und Leningrad 1924/25“)

- 2009: Erfurt, Kunsthalle Erfurt („Kunst Licht Spiele. Lichtästhetik der klassischen Avantgarde“)